# Sharlee D’Angelo
Sharlee D’Angelo właściwie Charles Petter Andreason (ur. 27 kwietnia 1973) – szwedzki basista. Muzyk występuje w zespołach Mercyful Fate, Arch Enemy, Witchery, Spiritual Beggars i Black Earth. Wcześniej współpracował z zespołami King Diamond, Dismember, Facelift, Illwil, Sinergy i The Night Flight Orchestra. Gra na gitarze basowej firmy Ibanez sygnowanej jego nazwiskiem.
Jako inspiracje wymienia takich muzyków jak: Steve Priest, Roger Glover, Glenn Hughes, Gene Simmons czy Geezer Butler.

## Instrumentarium
- Ibanez SDB1, 4 string, Sharlee D’Angelo Signature Iceman[12]
- Ibanez Iceman, 4 string[11]
- Eden WT405 Time Traveler amplifier[11]
- D810RP 8x10 cabinets[11]
- Laney NEXUS-TUBE amplifier[13]
- Laney NX810 cabinets[13]
- Seymoir Duncan Pickups: SRB-1n, SRB-1b, SFX-01[14]